# Вулиця Зої Гайдай (Київ)
Вулиця Зо́ї Гайда́й — вулиця в Оболонському районі міста Києва, житловий масив Оболонь. Пролягає від вулиці Левка Лук'яненка до вулиці Героїв Дніпра.

## Історія
Запроєктована у 1960-ті роки як вулиця без назви № 7. Сучасна назва на честь української співачки Зої Гайдай — з 1970 року. Забудову вулиці розпочато у 1975 році. З 1978 року по вулиці прокладено трамвайну колію.

## Важливі установи
- Дошкільний навчальний заклад № 602 (буд. № 1а)
- Бібліотека № 138 (буд. № 5)
- Спеціалізована школа № 194 «Перспектива» (буд. № 10б)
- Спеціалізована школа з поглибленим вивченням української мови та літератури імені Василя Симоненка № 252 (буд. № 10в)